# Interlands Hongaars voetbalelftal 1970-1979
Deze pagina toont een chronologisch en gedetailleerd overzicht van de interlands die het Hongaars voetbalelftal heeft gespeeld in de periode 1970 – 1979.

## Interlands

### 1970
|                                                                       |                                                |       |                                    |                                                                                     |
| 12 april Vriendschappelijk № 448 «onderlinge duels» 15:00 uur (UTC+1) | Joegoslavië                                    | 2 – 2 | Hongarije                          | JNA Stadion, Belgrado Toeschouwers: 5.865 Scheidsrechter: Ferdinand Marschall (AUT) |
| 12 april Vriendschappelijk № 448 «onderlinge duels» 15:00 uur (UTC+1) | Miklós Páncsics 33' (e.d.) Branko Gračanin 48' |       | 17' László Fazekas 74' Ferenc Bene | JNA Stadion, Belgrado Toeschouwers: 5.865 Scheidsrechter: Ferdinand Marschall (AUT) |

|                                                                    |                                      |       |       |                                                                                 |
| 2 mei Vriendschappelijk № 449 «onderlinge duels» 14:00 uur (UTC+1) | Hongarije                            | 2 – 0 | Polen | Népstadion, Boedapest Toeschouwers: 9.054 Scheidsrechter: Wolfgang Riedel (DDR) |
| 2 mei Vriendschappelijk № 449 «onderlinge duels» 14:00 uur (UTC+1) | László Fazekas 57' László Karsai 80' |       |       | Népstadion, Boedapest Toeschouwers: 9.054 Scheidsrechter: Wolfgang Riedel (DDR) |

|                                                                     |                    |       |                                       |                                                                                 |
| 16 mei Vriendschappelijk № 450 «onderlinge duels» 18:00 uur (UTC+1) | Hongarije          | 1 – 2 | Zweden                                | Népstadion, Boedapest Toeschouwers: 25.678 Scheidsrechter: Erich Linemayr (AUT) |
| 16 mei Vriendschappelijk № 450 «onderlinge duels» 18:00 uur (UTC+1) | László Fazekas 19' |       | 59' Örjan Persson 83' Inge Ejderstedt | Népstadion, Boedapest Toeschouwers: 25.678 Scheidsrechter: Erich Linemayr (AUT) |

|                                                                          |                                                          |       |                    |                                                                                                |
| 9 september Vriendschappelijk № 451 «onderlinge duels» 19:30 uur (UTC+1) | West-Duitsland                                           | 3 – 1 | Hongarije          | Städtisches Stadion, Neurenberg Toeschouwers: 54.140 Scheidsrechter: Ferdinand Marschall (AUT) |
| 9 september Vriendschappelijk № 451 «onderlinge duels» 19:30 uur (UTC+1) | Klaus-Dieter Sieloff 11' Gerd Müller 22' Gerd Müller 53' |       | 32' László Fazekas | Städtisches Stadion, Neurenberg Toeschouwers: 54.140 Scheidsrechter: Ferdinand Marschall (AUT) |

|                                                                           |                  |       |                 |                                                                              |
| 27 september Vriendschappelijk № 452 «onderlinge duels» 15:30 uur (UTC+1) | Hongarije        | 1 – 1 | Oostenrijk      | Népstadion, Boedapest Toeschouwers: 15.000 Scheidsrechter: Ratko Čanak (YUG) |
| 27 september Vriendschappelijk № 452 «onderlinge duels» 15:30 uur (UTC+1) | Csaba Vidáts 13' |       | 29' Helmut Redl | Népstadion, Boedapest Toeschouwers: 15.000 Scheidsrechter: Ratko Čanak (YUG) |

|                                                                           |                 |       |                                                        |                                                                                     |
| 7 oktober EK 1972 kwalificatie № 453 «onderlinge duels» 19:00 uur (UTC+1) | Noorwegen       | 1 – 3 | Hongarije                                              | Ullevaalstadion, Oslo Toeschouwers: 16.067 Scheidsrechter: Adrianus Boogaerts (NED) |
| 7 oktober EK 1972 kwalificatie № 453 «onderlinge duels» 19:00 uur (UTC+1) | Odd Iversen 50' |       | 5' Ferenc Bene 23' László Nagy 69' (e.d.) Geir Karlsen | Ullevaalstadion, Oslo Toeschouwers: 16.067 Scheidsrechter: Adrianus Boogaerts (NED) |

|                                                                          |             |                    |           |                                                                                    |
| 15 november Vriendschappelijk № 354 «onderlinge duels» 15:00 uur (UTC+1) | Zwitserland | 0 – 1              | Hongarije | St. Jakob-Park, Bazel Toeschouwers: 25.000 Scheidsrechter: Concetto Lo Bello (ITA) |
| 15 november Vriendschappelijk № 354 «onderlinge duels» 15:00 uur (UTC+1) |             | 82' László Fazekas |           | St. Jakob-Park, Bazel Toeschouwers: 25.000 Scheidsrechter: Concetto Lo Bello (ITA) |

### 1971
|                                                                      |            |                                 |           |                                                                             |
| 4 april Vriendschappelijk № 455 «onderlinge duels» 15:00 uur (UTC+1) | Oostenrijk | 0 – 2                           | Hongarije | Praterstadion, Wenen Toeschouwers: 33.284 Scheidsrechter: Pius Kamber (SUI) |
| 4 april Vriendschappelijk № 455 «onderlinge duels» 15:00 uur (UTC+1) |            | 70' Ferenc Bene 80' Ferenc Bene |           | Praterstadion, Wenen Toeschouwers: 33.284 Scheidsrechter: Pius Kamber (SUI) |

|                                                                          |                         |       |                   |                                                                                 |
| 24 april EK 1972 kwalificatie № 456 «onderlinge duels» 16:30 uur (UTC+1) | Hongarije               | 1 – 1 | Frankrijk         | Népstadion, Boedapest Toeschouwers: 45.867 Scheidsrechter: Joaquim Campos (POR) |
| 24 april EK 1972 kwalificatie № 456 «onderlinge duels» 16:30 uur (UTC+1) | Lajos Kocsis 70' (pen.) |       | 64' Hervé Revelli | Népstadion, Boedapest Toeschouwers: 45.867 Scheidsrechter: Joaquim Campos (POR) |

|                                                                        |                                                        |       |           |                                                                                                  |
| 19 mei EK 1972 kwalificatie № 457 «onderlinge duels» 18:30 uur (UTC+2) | Bulgarije                                              | 3 – 0 | Hongarije | Vasil Levski Nationaal Stadion, Sofia Toeschouwers: 28.342 Scheidsrechter: Tofik Bakhramov (URS) |
| 19 mei EK 1972 kwalificatie № 457 «onderlinge duels» 18:30 uur (UTC+2) | Bozhil Kolev 38' Petko Petkov 48' Stefan Velichkov 72' |       |           | Vasil Levski Nationaal Stadion, Sofia Toeschouwers: 28.342 Scheidsrechter: Tofik Bakhramov (URS) |

|                                                                      |          |       |           |                                                                                      |
| 21 juli Vriendschappelijk № 458 «onderlinge duels» 21:00 uur (UTC−3) | Brazilië | 0 – 0 | Hongarije | Maracanã, Rio de Janeiro Toeschouwers: 38.347 Scheidsrechter: Kurt Tschenscher (FRG) |
| 21 juli Vriendschappelijk № 458 «onderlinge duels» 21:00 uur (UTC−3) |          |       |           | Maracanã, Rio de Janeiro Toeschouwers: 38.347 Scheidsrechter: Kurt Tschenscher (FRG) |

|                                                                          |                                           |       |                 |                                                                                 |
| 1 september Vriendschappelijk № 459 «onderlinge duels» 18:30 uur (UTC+1) | Hongarije                                 | 2 – 1 | Joegoslavië     | Népstadion, Boedapest Toeschouwers: 36.000 Scheidsrechter: Erich Linemayr (AUT) |
| 1 september Vriendschappelijk № 459 «onderlinge duels» 18:30 uur (UTC+1) | Dragan Holcer 64' (e.d.) István Szőke 82' |       | 13' Brane Oblak | Népstadion, Boedapest Toeschouwers: 36.000 Scheidsrechter: Erich Linemayr (AUT) |

|                                                                              |                                   |       |           |                                                                                 |
| 25 september EK 1972 kwalificatie № 460 «onderlinge duels» 17:30 uur (UTC+1) | Hongarije                         | 2 – 0 | Bulgarije | Népstadion, Boedapest Toeschouwers: 67.740 Scheidsrechter: Bobby Davidson (SCO) |
| 25 september EK 1972 kwalificatie № 460 «onderlinge duels» 17:30 uur (UTC+1) | Péter Juhász 49' Csaba Vidáts 51' |       |           | Népstadion, Boedapest Toeschouwers: 67.740 Scheidsrechter: Bobby Davidson (SCO) |

|                                                                           |           |                                  |           | |
| 9 oktober EK 1972 kwalificatie № 461 «onderlinge duels» 15:00 uur (UTC+1) | Frankrijk | 0 – 2                            | Hongarije | Stade olympique Yves-du-Manoir, Colombes Toeschouwers: 21.756 Scheidsrechter: Gaspart Pintado (ESP) |
| 9 oktober EK 1972 kwalificatie № 461 «onderlinge duels» 15:00 uur (UTC+1) |           | 35' Ferenc Bene 43' Sándor Zámbó |           | Stade olympique Yves-du-Manoir, Colombes Toeschouwers: 21.756 Scheidsrechter: Gaspart Pintado (ESP) |

|                                                                            |                                                                 |       |           |                                                                                |
| 27 oktober EK 1972 kwalificatie № 462 «onderlinge duels» 17:30 uur (UTC+1) | Hongarije                                                       | 4 – 0 | Noorwegen | Népstadion, Boedapest Toeschouwers: 29.253 Scheidsrechter: Doğan Babacan (TUR) |
| 27 oktober EK 1972 kwalificatie № 462 «onderlinge duels» 17:30 uur (UTC+1) | Ferenc Bene 22' Antal Dunai 24' Ferenc Bene 44' Lajos Szűcs 64' |       |           | Népstadion, Boedapest Toeschouwers: 29.253 Scheidsrechter: Doğan Babacan (TUR) |

|                                                                             |       |                                |           |                                                                                   |
| 14 november WK 1974 kwalificatie № 463 «onderlinge duels» 14:45 uur (UTC+1) | Malta | 0 – 2                          | Hongarije | Empire Stadion, Gżira Toeschouwers: 9.231 Scheidsrechter: Concetto Lo Bello (ITA) |
| 14 november WK 1974 kwalificatie № 463 «onderlinge duels» 14:45 uur (UTC+1) |       | 3' Ferenc Bene 56' Ferenc Bene |           | Empire Stadion, Gżira Toeschouwers: 9.231 Scheidsrechter: Concetto Lo Bello (ITA) |

### 1972
|                                                                         |                             |       |           |                                                                                               |
| 12 januari Vriendschappelijk № 464 «onderlinge duels» 20:30 uur (UTC+1) | Spanje                      | 1 – 0 | Hongarije | Estadio Santiago Bernabéu, Madrid Toeschouwers: 30.000 Scheidsrechter: Kurt Tschenscher (FRG) |
| 12 januari Vriendschappelijk № 464 «onderlinge duels» 20:30 uur (UTC+1) | Antón Arieta-Araunabeña 82' |       |           | Estadio Santiago Bernabéu, Madrid Toeschouwers: 30.000 Scheidsrechter: Kurt Tschenscher (FRG) |

|                                                                       |           |                                  |                |                                                                                    |
| 29 maart Vriendschappelijk № 465 «onderlinge duels» 18:00 uur (UTC+1) | Hongarije | 0 – 2                            | West-Duitsland | Népstadion, Boedapest Toeschouwers: 49.458 Scheidsrechter: Concetto Lo Bello (ITA) |
| 29 maart Vriendschappelijk № 465 «onderlinge duels» 18:00 uur (UTC+1) |           | 70' Paul Breitner 88' Uli Hoeneß |                | Népstadion, Boedapest Toeschouwers: 49.458 Scheidsrechter: Concetto Lo Bello (ITA) |

|                                                                          |                        |       |                        |                                                                             |
| 29 april EK 1972 kwalificatie № 466 «onderlinge duels» 17:00 uur (UTC+1) | Hongarije              | 1 – 1 | Roemenië               | Népstadion, Boedapest Toeschouwers: 68.466 Scheidsrechter: Dave Smith (ENG) |
| 29 april EK 1972 kwalificatie № 466 «onderlinge duels» 17:00 uur (UTC+1) | László Branikovits 10' |       | 56' Ludovic Sătmăreanu | Népstadion, Boedapest Toeschouwers: 68.466 Scheidsrechter: Dave Smith (ENG) |

|                                                                       |                                                    |       |       |                                                                                             |
| 6 mei WK 1974 kwalificatie № 467 «onderlinge duels» 18:30 uur (UTC+1) | Hongarije                                          | 3 – 0 | Malta | Megyeri úti stadion, Boedapest Toeschouwers: 4.646 Scheidsrechter: Milivoje Gugulović (YUG) |
| 6 mei WK 1974 kwalificatie № 467 «onderlinge duels» 18:30 uur (UTC+1) | Lajos Kocsis 35' Ferenc Bene 60' István Juhász 75' |       |       | Megyeri úti stadion, Boedapest Toeschouwers: 4.646 Scheidsrechter: Milivoje Gugulović (YUG) |

|                                                                        |                                        |       |                                  |                                                                                            |
| 14 mei EK 1972 kwalificatie № 468 «onderlinge duels» 17:00 uur (UTC+2) | Roemenië                               | 2 – 2 | Hongarije                        | Stadionul 23 August, Boekarest Toeschouwers: 60.254 Scheidsrechter: Kurt Tschenscher (FRG) |
| 14 mei EK 1972 kwalificatie № 468 «onderlinge duels» 17:00 uur (UTC+2) | Nicolae Dobrin 14' Alexandru Neagu 81' |       | 5' István Szőke 36' Lajos Kocsis | Stadionul 23 August, Boekarest Toeschouwers: 60.254 Scheidsrechter: Kurt Tschenscher (FRG) |

|                                                                        |                                   |       |                     |                                                                                |
| 17 mei EK 1972 kwalificatie № 469 «onderlinge duels» 20:00 uur (UTC+1) | Hongarije                         | 2 – 1 | Roemenië            | JNA Stadion, Belgrado Toeschouwers: 32.130 Scheidsrechter: Hristos Mihas (GRE) |
| 17 mei EK 1972 kwalificatie № 469 «onderlinge duels» 20:00 uur (UTC+1) | Lajos Kocsis 26' István Szőke 87' |       | 32' Alexandru Neagu | JNA Stadion, Belgrado Toeschouwers: 32.130 Scheidsrechter: Hristos Mihas (GRE) |

|                                                                        |        |       |           |                                                                                 |
| 25 mei WK 1974 kwalificatie № 470 «onderlinge duels» 19:00 uur (UTC+1) | Zweden | 0 – 0 | Hongarije | Råsundastadion, Solna Toeschouwers: 28.598 Scheidsrechter: Lau van Ravens (NED) |
| 25 mei WK 1974 kwalificatie № 470 «onderlinge duels» 19:00 uur (UTC+1) |        |       |           | Råsundastadion, Solna Toeschouwers: 28.598 Scheidsrechter: Lau van Ravens (NED) |

| Europees kampioenschap voetbal 1972 |
| ----------------------------------- |

|                                                                         |           |                     |             |                                                                                        |
| 14 juni EK 1972 Halve finale № 471 «onderlinge duels» 20:00 uur (UTC+1) | Hongarije | 0 – 1               | Sovjet-Unie | Stade Émile Versé, Anderlecht Toeschouwers: 16.590 Scheidsrechter: Rudi Glöckner (DDR) |
| 14 juni EK 1972 Halve finale № 471 «onderlinge duels» 20:00 uur (UTC+1) |           | 53' Anatoliy Konkov |             | Stade Émile Versé, Anderlecht Toeschouwers: 16.590 Scheidsrechter: Rudi Glöckner (DDR) |

|                                                                         |                                      |       |                     |                                                                        |
| 17 juni EK 1972 Troostfinale № 472 «onderlinge duels» 20:00 uur (UTC+1) | België                               | 2 – 1 | Hongarije           | Sclessin, Luik Toeschouwers: 6.184 Scheidsrechter: Einar Boström (SWE) |
| 17 juni EK 1972 Troostfinale № 472 «onderlinge duels» 20:00 uur (UTC+1) | Raoul Lambert 24' Paul Van Himst 29' |       | 50' (pen.) Lajos Kű | Sclessin, Luik Toeschouwers: 6.184 Scheidsrechter: Einar Boström (SWE) |

|  |  |  |  |  |  |  |  |  |

| Olympische Spelen 1972 |
| ---------------------- |

|                                                                                  |      |                                                                                         |           |                                                                                               |
| 27 augustus Olympische Spelen Groep C № 473 «onderlinge duels» 15:00 uur (UTC+1) | Iran | 0 – 5                                                                                   | Hongarije | Städtisches Stadion, Neurenberg Toeschouwers: 2.000 Scheidsrechter: Guillermo Velásquez (COL) |
| 27 augustus Olympische Spelen Groep C № 473 «onderlinge duels» 15:00 uur (UTC+1) |      | 31' Antal Dunai 47' Antal Dunai 50' (pen.) Béla Váradi 80' Mihály Kozma 89' Antal Dunai |           | Städtisches Stadion, Neurenberg Toeschouwers: 2.000 Scheidsrechter: Guillermo Velásquez (COL) |

|                                                                                  |            |                             |           |                                                                                |
| 31 augustus Olympische Spelen Groep C № 474 «onderlinge duels» 16:30 uur (UTC+1) | Denemarken | 0 – 2                       | Hongarije | Rosenaustadion, Augsburg Toeschouwers: 8.500 Scheidsrechter: Poh Hwa Oei (MAS) |
| 31 augustus Olympische Spelen Groep C № 474 «onderlinge duels» 16:30 uur (UTC+1) |            | 16' Ede Dunai 87' Ede Dunai |           | Rosenaustadion, Augsburg Toeschouwers: 8.500 Scheidsrechter: Poh Hwa Oei (MAS) |

|                                                                                  |     |                                 |           |                                                                                     |
| 3 september Olympische Spelen Groep I № 475 «onderlinge duels» 15:00 uur (UTC+1) | DDR | 0 – 2                           | Hongarije | Dreiflüssestadion, Passau Toeschouwers: 8.500 Scheidsrechter: Armando Marques (BRA) |
| 3 september Olympische Spelen Groep I № 475 «onderlinge duels» 15:00 uur (UTC+1) |     | 61' Antal Dunai 67' Kálmán Tóth |           | Dreiflüssestadion, Passau Toeschouwers: 8.500 Scheidsrechter: Armando Marques (BRA) |

|                                                                                  |                 |       |                                         |                                                                                     |
| 10 september Olympische Spelen Finale № 476 «onderlinge duels» 20:15 uur (UTC+1) | Hongarije       | 1 – 2 | Polen                                   | Olympiastadion, München Toeschouwers: 80.000 Scheidsrechter: Kurt Tschenscher (FRG) |
| 10 september Olympische Spelen Finale № 476 «onderlinge duels» 20:15 uur (UTC+1) | Béla Váradi 42' |       | 47' Kazimierz Deyna 66' Kazimierz Deyna | Olympiastadion, München Toeschouwers: 80.000 Scheidsrechter: Kurt Tschenscher (FRG) |

|  |  |  |  |  |  |  |  |  |

|                                                                            |                                      |       |                                  |                                                                               |
| 15 oktober WK 1974 kwalificatie № 477 «onderlinge duels» 15:30 uur (UTC+1) | Oostenrijk                           | 2 – 2 | Hongarije                        | Praterstadion, Wenen Toeschouwers: 67.392 Scheidsrechter: Rudi Glöckner (DDR) |
| 15 oktober WK 1974 kwalificatie № 477 «onderlinge duels» 15:30 uur (UTC+1) | Franz Hasil 58' (pen.) Kurt Jara 71' |       | 16' Antal Dunai 20' Lajos Kocsis | Praterstadion, Wenen Toeschouwers: 67.392 Scheidsrechter: Rudi Glöckner (DDR) |

### 1973
|                                                                          |                                |       |                                     |                                                                                    |
| 29 april WK 1974 kwalificatie № 478 «onderlinge duels» 17:00 uur (UTC+1) | Hongarije                      | 2 – 2 | Oostenrijk                          | Népstadion, Boedapest Toeschouwers: 72.068 Scheidsrechter: Michel Kitabdjian (FRA) |
| 29 april WK 1974 kwalificatie № 478 «onderlinge duels» 17:00 uur (UTC+1) | Sándor Zámbó 12' Kurt Jara 28' |       | 14' August Starek 69' László Bálint | Népstadion, Boedapest Toeschouwers: 72.068 Scheidsrechter: Michel Kitabdjian (FRA) |

|                                                                     |                                         |       |                 |                                                                                               |
| 16 mei Vriendschappelijk № 479 «onderlinge duels» 19:00 uur (UTC+1) | DDR                                     | 2 – 1 | Hongarije       | Ernst Thälmannstadion, Karl-Marx-Stadt Toeschouwers: 30.000 Scheidsrechter: Karol Sarka (TCH) |
| 16 mei Vriendschappelijk № 479 «onderlinge duels» 19:00 uur (UTC+1) | Joachim Streich 36' Joachim Streich 54' |       | 7' Csaba Vidáts | Ernst Thälmannstadion, Karl-Marx-Stadt Toeschouwers: 30.000 Scheidsrechter: Karol Sarka (TCH) |

|                                                                         |                                                   |       |                                                       |                                                                                    |
| 13 juni WK 1974 kwalificatie № 480 «onderlinge duels» 18:00 uur (UTC+1) | Hongarije                                         | 3 – 3 | Zweden                                                | Népstadion, Boedapest Toeschouwers: 73.070 Scheidsrechter: Concetto Lo Bello (ITA) |
| 13 juni WK 1974 kwalificatie № 480 «onderlinge duels» 18:00 uur (UTC+1) | Mihály Kozma 9' Csaba Vidáts 59' Sándor Zámbó 71' |       | 39' Ove Kindvall 58' Roland Sandberg 77' Ralf Edström | Népstadion, Boedapest Toeschouwers: 73.070 Scheidsrechter: Concetto Lo Bello (ITA) |

|                                                                           |                    |       |                 |                                                                                 |
| 26 september Vriendschappelijk № 481 «onderlinge duels» 18:15 uur (UTC+1) | Joegoslavië        | 1 – 1 | Hongarije       | JNA Stadion, Belgrado Toeschouwers: 25.000 Scheidsrechter: Sergio Gonella (ITA) |
| 26 september Vriendschappelijk № 481 «onderlinge duels» 18:15 uur (UTC+1) | Nenad Bjeković 17' |       | 47' Ferenc Bene | JNA Stadion, Belgrado Toeschouwers: 25.000 Scheidsrechter: Sergio Gonella (ITA) |

|                                                                         |                                     |       |                                      |                                                                                            |
| 13 oktober Vriendschappelijk № 482 «onderlinge duels» 15:30 uur (UTC+1) | Denemarken                          | 2 – 2 | Hongarije                            | Københavns Idrætspark, Kopenhagen Toeschouwers: 20.000 Scheidsrechter: Egil Bergstad (NOR) |
| 13 oktober Vriendschappelijk № 482 «onderlinge duels» 15:30 uur (UTC+1) | Henning Jensen 22' Kurt Stendal 85' |       | 5' László Fazekas 35' László Fazekas | Københavns Idrætspark, Kopenhagen Toeschouwers: 20.000 Scheidsrechter: Egil Bergstad (NOR) |

|                                                                          |           |                    |     |                                                                             |
| 21 november Vriendschappelijk № 483 «onderlinge duels» 17:30 uur (UTC+1) | Hongarije | 0 – 1              | DDR | Népstadion, Boedapest Toeschouwers: 6.565 Scheidsrechter: Josef Bucek (AUT) |
| 21 november Vriendschappelijk № 483 «onderlinge duels» 17:30 uur (UTC+1) |           | 35' Reinhard Lauck |     | Népstadion, Boedapest Toeschouwers: 6.565 Scheidsrechter: Josef Bucek (AUT) |

### 1974
|                                                                       |                                                      |       |                         |                                                                                   |
| 31 maart Vriendschappelijk № 484 «onderlinge duels» 15:00 uur (UTC+1) | Hongarije                                            | 3 – 1 | Bulgarije               | ZTE Stadion, Zalaegerszeg Toeschouwers: 20.000 Scheidsrechter: Marijan Rauš (YUG) |
| 31 maart Vriendschappelijk № 484 «onderlinge duels» 15:00 uur (UTC+1) | László Fazekas 3' László Fazekas 45' Ferenc Bene 58' |       | 75' (pen.) Hristo Bonev | ZTE Stadion, Zalaegerszeg Toeschouwers: 20.000 Scheidsrechter: Marijan Rauš (YUG) |

|                                                                       |                                                                                           |       |           |                                                                                     |
| 17 april Vriendschappelijk № 485 «onderlinge duels» 19:30 uur (UTC+1) | West-Duitsland                                                                            | 5 – 0 | Hongarije | Westfalenstadion, Dortmund Toeschouwers: 54.000 Scheidsrechter: Robert Schaut (BEL) |
| 17 april Vriendschappelijk № 485 «onderlinge duels» 19:30 uur (UTC+1) | Herbert Wimmer 11' Bernd Hölzenbein 54' Erwin Kremers 67' Gerd Müller 74' Gerd Müller 87' |       |           | Westfalenstadion, Dortmund Toeschouwers: 54.000 Scheidsrechter: Robert Schaut (BEL) |

|                                                                     |                                                  |       |                                       |                                                                                           |
| 29 mei Vriendschappelijk № 486 «onderlinge duels» 17:00 uur (UTC+1) | Hongarije                                        | 3 – 2 | Joegoslavië                           | MOL Aréna Sóstó, Székesfehérvár Toeschouwers: 16.000 Scheidsrechter: Heinz Aldinger (FRG) |
| 29 mei Vriendschappelijk № 486 «onderlinge duels» 17:00 uur (UTC+1) | János Máté 55' László Fazekas 65' János Máté 85' |       | 18' Danilo Popivoda 21' Jure Jerković | MOL Aréna Sóstó, Székesfehérvár Toeschouwers: 16.000 Scheidsrechter: Heinz Aldinger (FRG) |

|                                                                           |                 |       |           |                                                                                     |
| 28 september Vriendschappelijk № 487 «onderlinge duels» 15:30 uur (UTC+1) | Oostenrijk      | 1 – 0 | Hongarije | Praterstadion, Wenen Toeschouwers: 36.000 Scheidsrechter: Walter Hungerbühler (SUI) |
| 28 september Vriendschappelijk № 487 «onderlinge duels» 15:30 uur (UTC+1) | Hans Krankl 16' |       |           | Praterstadion, Wenen Toeschouwers: 36.000 Scheidsrechter: Walter Hungerbühler (SUI) |

|                                                                            |                                                |       |                                                                      |                                                                                       |
| 13 oktober EK 1976 kwalificatie № 488 «onderlinge duels» 15:30 uur (UTC+1) | Luxemburg                                      | 2 – 4 | Hongarije                                                            | Stade Municipal, Luxemburg Toeschouwers: 3.326 Scheidsrechter: Magnús Pétursson (ISL) |
| 13 oktober EK 1976 kwalificatie № 488 «onderlinge duels» 15:30 uur (UTC+1) | Gilbert Dussier 15' Gilbert Dussier 43' (pen.) |       | 18' József Horváth 29' László Nagy 55' László Nagy 71' László Bálint | Stade Municipal, Luxemburg Toeschouwers: 3.326 Scheidsrechter: Magnús Pétursson (ISL) |

|                                                                          |                                      |       |           |                                                                                |
| 30 oktober EK 1976 kwalificatie № 489 «onderlinge duels» 19:30 uur (UTC) | Wales                                | 2 – 0 | Hongarije | Ninian Park, Cardiff Toeschouwers: 8.445 Scheidsrechter: António Garrido (POR) |
| 30 oktober EK 1976 kwalificatie № 489 «onderlinge duels» 19:30 uur (UTC) | Arfon Griffiths 57' John Toshack 88' |       |           | Ninian Park, Cardiff Toeschouwers: 8.445 Scheidsrechter: António Garrido (POR) |

|                                                                          |           |       |           |                                                                                       |
| 10 november Vriendschappelijk № 490 «onderlinge duels» 15:00 uur (UTC+2) | Bulgarije | 0 – 0 | Hongarije | Joeri Gagarinstadion, Varna Toeschouwers: 2.000 Scheidsrechter: Anatoliy Ivanov (URS) |
| 10 november Vriendschappelijk № 490 «onderlinge duels» 15:00 uur (UTC+2) |           |       |           | Joeri Gagarinstadion, Varna Toeschouwers: 2.000 Scheidsrechter: Anatoliy Ivanov (URS) |

|                                                                         |                    |       |             |                                                                                      |
| 4 december Vriendschappelijk № 491 «onderlinge duels» 13:00 uur (UTC+1) | Hongarije          | 1 – 0 | Zwitserland | Tiszaligetistadion, Szolnok Toeschouwers: 17.000 Scheidsrechter: Adolf Mathias (AUT) |
| 4 december Vriendschappelijk № 491 «onderlinge duels» 13:00 uur (UTC+1) | László Fazekas 42' |       |             | Tiszaligetistadion, Szolnok Toeschouwers: 17.000 Scheidsrechter: Adolf Mathias (AUT) |

### 1975
|                                                                       |                                      |       |           |                                                                                  |
| 26 maart Vriendschappelijk № 492 «onderlinge duels» 20:30 uur (UTC+1) | Frankrijk                            | 2 – 0 | Hongarije | Parc des Princes, Parijs Toeschouwers: 25.000 Scheidsrechter: Klaus Ohmsen (FRG) |
| 26 maart Vriendschappelijk № 492 «onderlinge duels» 20:30 uur (UTC+1) | Henri Michel 56' Patrick Parizon 63' |       |           | Parc des Princes, Parijs Toeschouwers: 25.000 Scheidsrechter: Klaus Ohmsen (FRG) |

|                                                                         |            |       |           |                                                                             |
| 2 april EK 1976 kwalificatie № 493 «onderlinge duels» 19:30 uur (UTC+1) | Oostenrijk | 0 – 0 | Hongarije | Praterstadion, Wenen Toeschouwers: 65.674 Scheidsrechter: Jack Taylor (ENG) |
| 2 april EK 1976 kwalificatie № 493 «onderlinge duels» 19:30 uur (UTC+1) |            |       |           | Praterstadion, Wenen Toeschouwers: 65.674 Scheidsrechter: Jack Taylor (ENG) |

|                                                                          |                        |       |                                   |                                                                                       |
| 16 april EK 1976 kwalificatie № 494 «onderlinge duels» 17:30 uur (UTC+1) | Hongarije              | 1 – 2 | Wales                             | Népstadion, Boedapest Toeschouwers: 21.080 Scheidsrechter: Pablo Sánchez Ibáñez (ESP) |
| 16 april EK 1976 kwalificatie № 494 «onderlinge duels» 17:30 uur (UTC+1) | László Branikovits 77' |       | 44' John Toshack 69' John Mahoney | Népstadion, Boedapest Toeschouwers: 21.080 Scheidsrechter: Pablo Sánchez Ibáñez (ESP) |

|                                                                                              |                                     |       |           |                                                                                  |
| 7 mei Olympisch kwalificatietoernooi voetbal 1976 № 495 «onderlinge duels» 20:00 uur (UTC+1) | Hongarije                           | 2 – 0 | Bulgarije | Népstadion, Boedapest Toeschouwers: 20.000 Scheidsrechter: Wolfgang Riedel (DDR) |
| 7 mei Olympisch kwalificatietoernooi voetbal 1976 № 495 «onderlinge duels» 20:00 uur (UTC+1) | László Fazekas 25' Mihály Kozma 63' |       |           | Népstadion, Boedapest Toeschouwers: 20.000 Scheidsrechter: Wolfgang Riedel (DDR) |

|                                                                                               |                                                                               |       |           |                                                                                                 |
| 7 juni Olympisch kwalificatietoernooi voetbal 1976 № 496 «onderlinge duels» 18:00 uur (UTC+2) | Bulgarije                                                                     | 4 – 0 | Hongarije | Vasil Levski Nationaal Stadion, Sofia Toeschouwers: 25.000 Scheidsrechter: Zdeněk Jelínek (TCH) |
| 7 juni Olympisch kwalificatietoernooi voetbal 1976 № 496 «onderlinge duels» 18:00 uur (UTC+2) | Bozhil Kolev 45' Pavel Panov 47' (pen.) Pavel Panov 52' Andrey Zhelyazkov 89' |       |           | Vasil Levski Nationaal Stadion, Sofia Toeschouwers: 25.000 Scheidsrechter: Zdeněk Jelínek (TCH) |

|                                                                          |         |       |                                 |                                                                                          |
| 10 augustus Vriendschappelijk № 497 «onderlinge duels» 22:00 uur (UTC+3) | Iran    | 1 – 2 | Hongarije                       | Aryamehrstadion, Teheran Toeschouwers: 38.000 Scheidsrechter: Abbas Moghaddaszadeh (IRN) |
| 10 augustus Vriendschappelijk № 497 «onderlinge duels» 22:00 uur (UTC+3) | Mehlavi |       | 28' Béla Váradi 53' László Nagy | Aryamehrstadion, Teheran Toeschouwers: 38.000 Scheidsrechter: Abbas Moghaddaszadeh (IRN) |

|                                                                              |                                     |       |                        |                                                                                |
| 24 september EK 1976 kwalificatie № 498 «onderlinge duels» 17:15 uur (UTC+1) | Hongarije                           | 2 – 1 | Oostenrijk             | Népstadion, Boedapest Toeschouwers: 31.270 Scheidsrechter: René Vigliani (FRA) |
| 24 september EK 1976 kwalificatie № 498 «onderlinge duels» 17:15 uur (UTC+1) | Tibor Nyilasi 3' László Pusztai 35' |       | 16' (pen.) Hans Krankl | Népstadion, Boedapest Toeschouwers: 31.270 Scheidsrechter: René Vigliani (FRA) |

|                                                                        |                                                                               |       |                                    |                                                                             |
| 8 oktober Vriendschappelijk № 499 «onderlinge duels» 17:30 uur (UTC+1) | Polen                                                                         | 4 – 2 | Hongarije                          | Stadion ŁKS, Łódź Toeschouwers: 18.000 Scheidsrechter: Miroslav Kopal (TCH) |
| 8 oktober Vriendschappelijk № 499 «onderlinge duels» 17:30 uur (UTC+1) | Kazimierz Kmiecik 12' Henryk Kasperczak 17' Joachim Marx 31' Joachim Marx 77' |       | 10' László Nagy 89' László Pusztai | Stadion ŁKS, Łódź Toeschouwers: 18.000 Scheidsrechter: Miroslav Kopal (TCH) |

|                                                                         |                   |       |                 |                                                                                   |
| 15 oktober Vriendschappelijk № 500 «onderlinge duels» 17:00 uur (UTC+1) | Tsjecho-Slowakije | 1 – 1 | Hongarije       | Tehelné pole, Bratislava Toeschouwers: 15.000 Scheidsrechter: Jerzy Świstek (POL) |
| 15 oktober Vriendschappelijk № 500 «onderlinge duels» 17:00 uur (UTC+1) | Zdeněk Nehoda 58' |       | 51' Béla Váradi | Tehelné pole, Bratislava Toeschouwers: 15.000 Scheidsrechter: Jerzy Świstek (POL) |

|                                                                            | |       |                     |                                                                                         |
| 19 oktober EK 1976 kwalificatie № 501 «onderlinge duels» 13:30 uur (UTC+1) | Hongarije | 8 – 1 | Luxemburg           | Rohonci úti Stadion, Szombathely Toeschouwers: 7.503 Scheidsrechter: Nikola Dudin (BUL) |
| 19 oktober EK 1976 kwalificatie № 501 «onderlinge duels» 13:30 uur (UTC+1) | Sándor Pintér 13' Tibor Nyilasi 21' Tibor Nyilasi 32' Tibor Nyilasi 44' Tibor Nyilasi 57' Tibor Nyilasi 67' Tibor Wollek 78' Béla Váradi 84' |       | 83' Gilbert Dussier | Rohonci úti Stadion, Szombathely Toeschouwers: 7.503 Scheidsrechter: Nikola Dudin (BUL) |

### 1976
|                                                                       |                                     |       |            |                                                                                      |
| 27 maart Vriendschappelijk № 502 «onderlinge duels» 17:45 uur (UTC+1) | Hongarije                           | 2 – 0 | Argentinië | Népstadion, Boedapest Toeschouwers: 25.000 Scheidsrechter: Gianfranco Menegali (ITA) |
| 27 maart Vriendschappelijk № 502 «onderlinge duels» 17:45 uur (UTC+1) | Tibor Nyilasi 4' László Fazekas 34' |       |            | Népstadion, Boedapest Toeschouwers: 25.000 Scheidsrechter: Gianfranco Menegali (ITA) |

|                                                                       |             |       |           |                                                                                         |
| 17 april Vriendschappelijk № 503 «onderlinge duels» 17:30 uur (UTC+1) | Joegoslavië | 0 – 0 | Hongarije | Banja Lukastadion, Banja Luka Toeschouwers: 11.000 Scheidsrechter: Atanas Mateyev (BUL) |
| 17 april Vriendschappelijk № 503 «onderlinge duels» 17:30 uur (UTC+1) |             |       |           | Banja Lukastadion, Banja Luka Toeschouwers: 11.000 Scheidsrechter: Atanas Mateyev (BUL) |

|                                                                       |             |                    |           | |
| 30 april Vriendschappelijk № 504 «onderlinge duels» 20:00 uur (UTC+1) | Zwitserland | 0 – 1              | Hongarije | Stade Olympique de la Pontaise, Lausanne Toeschouwers: 10.000 Scheidsrechter: Georges Konrath (FRA) |
| 30 april Vriendschappelijk № 504 «onderlinge duels» 20:00 uur (UTC+1) |             | 43' László Fazekas |           | Stade Olympique de la Pontaise, Lausanne Toeschouwers: 10.000 Scheidsrechter: Georges Konrath (FRA) |

|                                                                     |                   |       |           |                                                                              |
| 22 mei Vriendschappelijk № 505 «onderlinge duels» 20:00 uur (UTC+1) | Hongarije         | 1 – 0 | Frankrijk | Népstadion, Boedapest Toeschouwers: 8.726 Scheidsrechter: Franz Wöhrer (AUT) |
| 22 mei Vriendschappelijk № 505 «onderlinge duels» 20:00 uur (UTC+1) | László Fekete 46' |       |           | Népstadion, Boedapest Toeschouwers: 8.726 Scheidsrechter: Franz Wöhrer (AUT) |

|                                                                     |                   |       |                      |                                                                                   |
| 26 mei Vriendschappelijk № 506 «onderlinge duels» 20:00 uur (UTC+1) | Hongarije         | 1 – 1 | Sovjet-Unie          | Népstadion, Boedapest Toeschouwers: 32.000 Scheidsrechter: Dušan Maksimović (YUG) |
| 26 mei Vriendschappelijk № 506 «onderlinge duels» 20:00 uur (UTC+1) | László Fekete 10' |       | 76' Leonid Nazarenko | Népstadion, Boedapest Toeschouwers: 32.000 Scheidsrechter: Dušan Maksimović (YUG) |

|                                                                      |                                          |       |            |                                                                              |
| 12 juni Vriendschappelijk № 507 «onderlinge duels» 20:00 uur (UTC+1) | Hongarije                                | 2 – 1 | Oostenrijk | Népstadion, Boedapest Toeschouwers: 20.000 Scheidsrechter: Jack Taylor (ENG) |
| 12 juni Vriendschappelijk № 507 «onderlinge duels» 20:00 uur (UTC+1) | István Magyar 35' Béla Váradi 76' (pen.) |       |            | Népstadion, Boedapest Toeschouwers: 20.000 Scheidsrechter: Jack Taylor (ENG) |

|                                                                          |                       |       |                   |                                                                                |
| 8 september Vriendschappelijk № 508 «onderlinge duels» 19:00 uur (UTC+1) | Zweden                | 1 – 1 | Hongarije         | Råsundastadion, Solna Toeschouwers: 9.626 Scheidsrechter: Heinz Aldinger (FRG) |
| 8 september Vriendschappelijk № 508 «onderlinge duels» 19:00 uur (UTC+1) | Conny Torstensson 35' |       | 23' Zoltán Ebedli | Råsundastadion, Solna Toeschouwers: 9.626 Scheidsrechter: Heinz Aldinger (FRG) |

|                                                                           |                          |       |                    | |
| 22 september Vriendschappelijk № 509 «onderlinge duels» 17:30 uur (UTC+1) | DDR                      | 1 – 1 | Hongarije          | Friedrich-Ludwig-Jahn-Sportpark, Berlijn Toeschouwers: 20.000 Scheidsrechter: Henning Lund Sørensen (DEN) |
| 22 september Vriendschappelijk № 509 «onderlinge duels» 17:30 uur (UTC+1) | Hans-Jürgen Riediger 19' |       | 26' László Fazekas | Friedrich-Ludwig-Jahn-Sportpark, Berlijn Toeschouwers: 20.000 Scheidsrechter: Henning Lund Sørensen (DEN) |

|                                                                           |                       |       |                   |                                                                                              |
| 9 oktober WK 1978 kwalificatie № 510 «onderlinge duels» 20:00 uur (UTC+3) | Griekenland           | 1 – 1 | Hongarije         | Georgios Karaiskákisstadion, Piraeus Toeschouwers: 25.255 Scheidsrechter: Franz Wöhrer (AUT) |
| 9 oktober WK 1978 kwalificatie № 510 «onderlinge duels» 20:00 uur (UTC+3) | Mimis Papaioannou 68' |       | 84' Zoltán Kereki | Georgios Karaiskákisstadion, Piraeus Toeschouwers: 25.255 Scheidsrechter: Franz Wöhrer (AUT) |

|                                                                         |                                        |       |                                                                       |                                                                            |
| 13 oktober Vriendschappelijk № 511 «onderlinge duels» 19:00 uur (UTC+1) | Oostenrijk                             | 2 – 4 | Hongarije                                                             | Praterstadion, Wenen Toeschouwers: 37.300 Scheidsrechter: Jan Keizer (NED) |
| 13 oktober Vriendschappelijk № 511 «onderlinge duels» 19:00 uur (UTC+1) | Hans Krankl 16' (pen.) Hans Krankl 51' |       | 3' Tibor Nyilasi 7' Tibor Nyilasi 53' Zoltán Kereki 65' Zoltán Kereki | Praterstadion, Wenen Toeschouwers: 37.300 Scheidsrechter: Jan Keizer (NED) |

### 1977
|                                                       |                                                      |       |                                       |                                                                                      |
| 9 februari Vriendschappelijk № 512 «onderlinge duels» | Peru                                                 | 3 – 2 | Hongarije                             | Estadio Nacional, Lima Toeschouwers: 43.500 Scheidsrechter: Edison Pérez Núñez (PER) |
| 9 februari Vriendschappelijk № 512 «onderlinge duels» | Jose Velasquez 35' Jose Velasquez 42' Hugo Sotil 87' |       | 13' András Törőcsik 85' Zoltán Kereki | Estadio Nacional, Lima Toeschouwers: 43.500 Scheidsrechter: Edison Pérez Núñez (PER) |

|                                                        |                    |       |                     |                                                                                           |
| 22 februari Vriendschappelijk № 513 «onderlinge duels» | Mexico             | 1 – 1 | Hongarije           | Estadio Cuauhtémoc, Puebla Toeschouwers: 40.000 Scheidsrechter: Mario Rubio Vázquez (MEX) |
| 22 februari Vriendschappelijk № 513 «onderlinge duels» | Francisco Solis 4' |       | 38' András Törőcsik | Estadio Cuauhtémoc, Puebla Toeschouwers: 40.000 Scheidsrechter: Mario Rubio Vázquez (MEX) |

|                                                                          |                               |       |                    |                                                                                     |
| 27 februari Vriendschappelijk № 514 «onderlinge duels» 18:00 uur (UTC−3) | Argentinië                    | 5 – 1 | Hongarije          | La Bombonera, Buenos Aires Toeschouwers: 60.000 Scheidsrechter: Ramón Barreto (URU) |
| 27 februari Vriendschappelijk № 514 «onderlinge duels» 18:00 uur (UTC−3) | Daniel Bertoni Leopoldo Luque |       | 61' Sándor Zombori | La Bombonera, Buenos Aires Toeschouwers: 60.000 Scheidsrechter: Ramón Barreto (URU) |

|                                                                          |      |                                             |           |                                                                                    |
| 15 maart Vriendschappelijk № 515 «onderlinge duels» 20:30 uur (UTC+3:30) | Iran | 0 – 2                                       | Hongarije | Amjadiyehstadion, Teheran Toeschouwers: 20.000 Scheidsrechter: Mohsen Zamani (IRN) |
| 15 maart Vriendschappelijk № 515 «onderlinge duels» 20:30 uur (UTC+3:30) |      | 27' (pen.) László Fazekas 81' Tibor Nyilasi |           | Amjadiyehstadion, Teheran Toeschouwers: 20.000 Scheidsrechter: Mohsen Zamani (IRN) |

|                                                                       |             |       |                    |                                                                                             |
| 27 maart Vriendschappelijk № 516 «onderlinge duels» 17:00 uur (UTC+1) | Spanje      | 1 – 1 | Hongarije          | Estadio José Rico Pérez, Alicante Toeschouwers: 25.000 Scheidsrechter: Michel Vautrot (FRA) |
| 27 maart Vriendschappelijk № 516 «onderlinge duels» 17:00 uur (UTC+1) | Juanito 68' |       | 58' László Pusztai | Estadio José Rico Pérez, Alicante Toeschouwers: 25.000 Scheidsrechter: Michel Vautrot (FRA) |

|                                                                       |                                     |       |                  |                                                                                |
| 13 april Vriendschappelijk № 517 «onderlinge duels» 18:00 uur (UTC+1) | Hongarije                           | 2 – 1 | Polen            | Népstadion, Boedapest Toeschouwers: 30.000 Scheidsrechter: Heinz Einbeck (DDR) |
| 13 april Vriendschappelijk № 517 «onderlinge duels» 18:00 uur (UTC+1) | Tibor Nyilasi 39' Tibor Nyilasi 76' |       | 47' Adam Nawałka | Népstadion, Boedapest Toeschouwers: 30.000 Scheidsrechter: Heinz Einbeck (DDR) |

|                                                                       |                               |       |                   |                                                                               |
| 20 april Vriendschappelijk № 518 «onderlinge duels» 18:00 uur (UTC+1) | Hongarije                     | 2 – 0 | Tsjecho-Slowakije | Népstadion, Boedapest Toeschouwers: 45.000 Scheidsrechter: Nikola Dudin (BUL) |
| 20 april Vriendschappelijk № 518 «onderlinge duels» 18:00 uur (UTC+1) | Béla Váradi 42' István Kovács |       |                   | Népstadion, Boedapest Toeschouwers: 45.000 Scheidsrechter: Nikola Dudin (BUL) |

|                                                                          |                                     |       |                   |                                                                                 |
| 30 april WK 1978 kwalificatie № 519 «onderlinge duels» 19:00 uur (UTC+1) | Hongarije                           | 2 – 1 | Sovjet-Unie       | Népstadion, Boedapest Toeschouwers: 70.000 Scheidsrechter: Heinz Aldinger (FRG) |
| 30 april WK 1978 kwalificatie № 519 «onderlinge duels» 19:00 uur (UTC+1) | Tibor Nyilasi 44' Zoltán Kereki 66' |       | 88' Davit Kipiani | Népstadion, Boedapest Toeschouwers: 70.000 Scheidsrechter: Heinz Aldinger (FRG) |

|                                                                        |                                            |       |           |                                                                               |
| 18 mei WK 1978 kwalificatie № 520 «onderlinge duels» 19:30 uur (UTC+4) | Sovjet-Unie                                | 2 – 0 | Hongarije | Dinamostadion, Tbilisi Toeschouwers: 75.000 Scheidsrechter: Jack Taylor (ENG) |
| 18 mei WK 1978 kwalificatie № 520 «onderlinge duels» 19:30 uur (UTC+4) | Leonid Boerjak 3' László Bálint 14' (e.d.) |       |           | Dinamostadion, Tbilisi Toeschouwers: 75.000 Scheidsrechter: Jack Taylor (ENG) |

|                                                                        |                                                         |       |             |                                                                           |
| 28 mei WK 1978 kwalificatie № 521 «onderlinge duels» 20:00 uur (UTC+1) | Hongarije                                               | 3 – 0 | Griekenland | Népstadion, Boedapest Toeschouwers: 70.000 Scheidsrechter: Jan Beck (NED) |
| 28 mei WK 1978 kwalificatie № 521 «onderlinge duels» 20:00 uur (UTC+1) | László Pusztai 13' Tibor Nyilasi 15' László Pusztai 88' |       |             | Népstadion, Boedapest Toeschouwers: 70.000 Scheidsrechter: Jan Beck (NED) |

|                                                                        |                                                                                  |       |                                                   |                                                                                           |
| 5 oktober Vriendschappelijk № 522 «onderlinge duels» 18:00 uur (UTC+1) | Hongarije                                                                        | 4 – 3 | Joegoslavië                                       | Népstadion, Boedapest Toeschouwers: 15.000 Scheidsrechter: Valentin Lipatov (Sovjet-Unie) |
| 5 oktober Vriendschappelijk № 522 «onderlinge duels» 18:00 uur (UTC+1) | Zoltán Kereki 18' András Törőcsik 43' Béla Váradi 54' (pen.) András Törőcsik 68' |       | 44' Safet Sušić 83' Safet Sušić 86' Dušan Nikolić | Népstadion, Boedapest Toeschouwers: 15.000 Scheidsrechter: Valentin Lipatov (Sovjet-Unie) |

|                                                                         |                                                       |       |        |                                                                                    |
| 12 oktober Vriendschappelijk № 523 «onderlinge duels» 18:00 uur (UTC+1) | Hongarije                                             | 3 – 0 | Zweden | Népstadion, Boedapest Toeschouwers: 12.000 Scheidsrechter: Walter Eschweiler (FRG) |
| 12 oktober Vriendschappelijk № 523 «onderlinge duels» 18:00 uur (UTC+1) | Tibor Nyilasi 33' Béla Váradi 36' András Törőcsik 79' |       |        | Népstadion, Boedapest Toeschouwers: 12.000 Scheidsrechter: Walter Eschweiler (FRG) |

| | |       |         |                                                                                |
| 29 oktober WK 1978 kwalificatie Intercontinentale pLay-off № 524 «onderlinge duels» 17:00 uur (UTC+1) | Hongarije                                                                                                  | 6 – 0 | Bolivia | Népstadion, Boedapest Toeschouwers: 65.000 Scheidsrechter: Ramón Barreto (URU) |
| 29 oktober WK 1978 kwalificatie Intercontinentale pLay-off № 524 «onderlinge duels» 17:00 uur (UTC+1) | Tibor Nyilasi 12' András Törőcsik 19' Sándor Zombori 22' Béla Váradi 27' Sándor Pintér 39' László Nagy 81' |       |         | Népstadion, Boedapest Toeschouwers: 65.000 Scheidsrechter: Ramón Barreto (URU) |

|                                                                         |                   |       |                   |                                                                                        |
| 9 november Vriendschappelijk № 525 «onderlinge duels» 17:00 uur (UTC+1) | Tsjecho-Slowakije | 1 – 1 | Hongarije         | Letenský Stadion, Praag Toeschouwers: 10.000 Scheidsrechter: Aleksander Suchanek (POL) |
| 9 november Vriendschappelijk № 525 «onderlinge duels» 17:00 uur (UTC+1) | Zdeněk Nehoda 85' |       | 65' István Halász | Letenský Stadion, Praag Toeschouwers: 10.000 Scheidsrechter: Aleksander Suchanek (POL) |

| |                                                |       |                                                                    |                                                                                          |
| 30 november WK 1978 kwalificatie Intercontinentale pLay-off № 526 «onderlinge duels» 17:15 uur (UTC−4) | Bolivia                                        | 2 – 3 | Hongarije                                                          | Estadio Hernando Siles, La Paz Toeschouwers: 26.983 Scheidsrechter: Charles Corver (NED) |
| 30 november WK 1978 kwalificatie Intercontinentale pLay-off № 526 «onderlinge duels» 17:15 uur (UTC−4) | Carlos Aragonés 45' (pen.) Carlos Aragonés 90' |       | 38' András Törőcsik 43' István Halász 84' (e.d.) Windsor Del Llano | Estadio Hernando Siles, La Paz Toeschouwers: 26.983 Scheidsrechter: Charles Corver (NED) |

### 1978
|                                                                       |                                         |       |                   |                                                                                   |
| 15 april Vriendschappelijk № 527 «onderlinge duels» 17:00 uur (UTC+1) | Hongarije                               | 2 – 1 | Tsjecho-Slowakije | Népstadion, Boedapest Toeschouwers: 38.000 Scheidsrechter: Dušan Maksimović (YUG) |
| 15 april Vriendschappelijk № 527 «onderlinge duels» 17:00 uur (UTC+1) | Ivan Bilský 3' (e.d.) Tibor Nyilasi 29' |       | 65' Karel Kroupa  | Népstadion, Boedapest Toeschouwers: 38.000 Scheidsrechter: Dušan Maksimović (YUG) |

|                                                                     |                                                                          |       |                 |                                                                                  |
| 24 mei Vriendschappelijk № 528 «onderlinge duels» 19:45 uur (UTC+1) | Engeland                                                                 | 4 – 1 | Hongarije       | Wembley Stadium, Londen Toeschouwers: 74.000 Scheidsrechter: René Vigliani (FRA) |
| 24 mei Vriendschappelijk № 528 «onderlinge duels» 19:45 uur (UTC+1) | Peter Barnes 11' Phil Neal 32' (pen.) Trevor Francis 36' Tony Currie 79' |       | 62' László Nagy | Wembley Stadium, Londen Toeschouwers: 74.000 Scheidsrechter: René Vigliani (FRA) |

| Wereldkampioenschap voetbal 1978 |
| -------------------------------- |

|                                                                   |                                       |       |                  |                                                                                             |
| 2 juni WK 1978 Groep 1 № 529 «onderlinge duels» 19:15 uur (UTC−3) | Argentinië                            | 2 – 1 | Hongarije        | Estadio Monumental, Buenos Aires Toeschouwers: 71.615 Scheidsrechter: António Garrido (POR) |
| 2 juni WK 1978 Groep 1 № 529 «onderlinge duels» 19:15 uur (UTC−3) | Leopoldo Luque 15' Daniel Bertoni 83' |       | 10' Károly Csapó | Estadio Monumental, Buenos Aires Toeschouwers: 71.615 Scheidsrechter: António Garrido (POR) |

|                                                                   |                                                       |       |                        | |
| 6 juni WK 1978 Groep 1 № 530 «onderlinge duels» 13:45 uur (UTC−3) | Italië                                                | 3 – 1 | Hongarije              | Estadio José María Minella, Mar del Plata Toeschouwers: 26.533 Scheidsrechter: Ramón Barreto (URU) |
| 6 juni WK 1978 Groep 1 № 530 «onderlinge duels» 13:45 uur (UTC−3) | Paolo Rossi 34' Roberto Bettega 36' Romeo Benetti 60' |       | 81' (pen.) András Tóth | Estadio José María Minella, Mar del Plata Toeschouwers: 26.533 Scheidsrechter: Ramón Barreto (URU) |

|                                                                    |                                                              |       |                    | |
| 10 juni WK 1978 Groep A № 531 «onderlinge duels» 15:00 uur (UTC−3) | Frankrijk                                                    | 3 – 1 | Hongarije          | Estadio José María Minella, Mar del Plata Toeschouwers: 23.127 Scheidsrechter: Arnaldo Coelho (BRA) |
| 10 juni WK 1978 Groep A № 531 «onderlinge duels» 15:00 uur (UTC−3) | Christian Lopez 22' Marc Berdoll 37' Dominique Rocheteau 42' |       | 41' Sándor Zombori | Estadio José María Minella, Mar del Plata Toeschouwers: 23.127 Scheidsrechter: Arnaldo Coelho (BRA) |

|  |  |  |  |  |  |  |  |  |

|                                                                          |                                  |       |                   |                                                                                        |
| 20 september EK 1980 kwalificatie № 532 «onderlinge duels» 18:30 (UTC+2) | Finland                          | 2 – 1 | Hongarije         | Olympisch Stadion, Helsinki Toeschouwers: 4.797 Scheidsrechter: Erik Fredriksson (SWE) |
| 20 september EK 1980 kwalificatie № 532 «onderlinge duels» 18:30 (UTC+2) | Atik Ismail 31' Seppo Pyykkö 54' |       | 74' László Tieber | Olympisch Stadion, Helsinki Toeschouwers: 4.797 Scheidsrechter: Erik Fredriksson (SWE) |

|                                                                            |                                     |       |             |                                                                                    |
| 11 oktober EK 1980 kwalificatie № 533 «onderlinge duels» 18:00 uur (UTC+1) | Hongarije                           | 2 – 0 | Sovjet-Unie | Népstadion, Boedapest Toeschouwers: 23.110 Scheidsrechter: Walter Eschweiler (FRG) |
| 11 oktober EK 1980 kwalificatie № 533 «onderlinge duels» 18:00 uur (UTC+1) | Béla Váradi 26' László Szokolai 60' |       |             | Népstadion, Boedapest Toeschouwers: 23.110 Scheidsrechter: Walter Eschweiler (FRG) |

|                                                                            |                                                                              |       |                 |                                                                                           |
| 29 oktober EK 1980 kwalificatie № 534 «onderlinge duels» 15:00 uur (UTC+2) | Griekenland                                                                  | 4 – 1 | Hongarije       | Kaftanzogliostadion, Thessaloniki Toeschouwers: 13.463 Scheidsrechter: Nikola Dudin (BUL) |
| 29 oktober EK 1980 kwalificatie № 534 «onderlinge duels» 15:00 uur (UTC+2) | Elias Galakos 58' Elias Galakos 67' Hristos Ardizoglou 71' Thomas Mavros 89' |       | 90' Béla Váradi | Kaftanzogliostadion, Thessaloniki Toeschouwers: 13.463 Scheidsrechter: Nikola Dudin (BUL) |

|                                                                          |                |       |           |                                                                                        |
| 15 november Vriendschappelijk № 535 «onderlinge duels» 20:00 uur (UTC+1) | West-Duitsland | 0 – 0 | Hongarije | Waldstadion, Frankfurt am Main Toeschouwers: 40.000 Scheidsrechter: Robert Wurtz (FRA) |
| 15 november Vriendschappelijk № 535 «onderlinge duels» 20:00 uur (UTC+1) |                |       |           | Waldstadion, Frankfurt am Main Toeschouwers: 40.000 Scheidsrechter: Robert Wurtz (FRA) |

### 1979
|                                                                       |                                                       |       |     |                                                                                  |
| 28 maart Vriendschappelijk № 536 «onderlinge duels» 18:00 uur (UTC+1) | Hongarije                                             | 3 – 0 | DDR | Népstadion, Boedapest Toeschouwers: 10.479 Scheidsrechter: Horst Brummeier (AUT) |
| 28 maart Vriendschappelijk № 536 «onderlinge duels» 18:00 uur (UTC+1) | András Törőcsik 16' László Tiber 59' György Tatár 73' |       |     | Népstadion, Boedapest Toeschouwers: 10.479 Scheidsrechter: Horst Brummeier (AUT) |

|                                                                      |                   |       |                  |                                                                                   |
| 4 april Vriendschappelijk № 537 «onderlinge duels» 18:00 uur (UTC+2) | Polen             | 1 – 1 | Hongarije        | Śląskistadion, Chorzów Toeschouwers: 80.000 Scheidsrechter: Klaus Scheurell (DDR) |
| 4 april Vriendschappelijk № 537 «onderlinge duels» 18:00 uur (UTC+2) | Grzegorz Lato 58' |       | 72' György Tatár | Śląskistadion, Chorzów Toeschouwers: 80.000 Scheidsrechter: Klaus Scheurell (DDR) |

|                                                                       |           |       |             |                                                                                |
| 2 mei EK 1980 kwalificatie № 538 «onderlinge duels» 18:30 uur (UTC+1) | Hongarije | 0 – 0 | Griekenland | Népstadion, Boedapest Toeschouwers: 15.028 Scheidsrechter: John Homewood (ENG) |
| 2 mei EK 1980 kwalificatie № 538 «onderlinge duels» 18:30 uur (UTC+1) |           |       |             | Népstadion, Boedapest Toeschouwers: 15.028 Scheidsrechter: John Homewood (ENG) |

|                                                                        |                                          |       |                                     |                                                                                  |
| 19 mei EK 1980 kwalificatie № 539 «onderlinge duels» 19:00 uur (UTC+4) | Sovjet-Unie                              | 2 – 2 | Hongarije                           | Dinamostadion, Tbilisi Toeschouwers: 75.174 Scheidsrechter: Brian McGinlay (SCO) |
| 19 mei EK 1980 kwalificatie № 539 «onderlinge duels» 19:00 uur (UTC+4) | Yuriy Chesnokov 23' Ramaz Shengeliya 75' |       | 33' György Tatár 63' László Pusztai | Dinamostadion, Tbilisi Toeschouwers: 75.174 Scheidsrechter: Brian McGinlay (SCO) |

|                                                                           |                                         |       |                     |                                                                                                  |
| 12 september Vriendschappelijk № 540 «onderlinge duels» 15:30 uur (UTC+1) | Hongarije                               | 2 – 1 | Tsjecho-Slowakije   | Nyíregyháza Városi Stadion, Nyíregyháza Toeschouwers: 26.000 Scheidsrechter: Adolf Mathias (AUT) |
| 12 september Vriendschappelijk № 540 «onderlinge duels» 15:30 uur (UTC+1) | György Tatár 11' (pen.) László Kuti 38' |       | 82' Antonín Panenka | Nyíregyháza Városi Stadion, Nyíregyháza Toeschouwers: 26.000 Scheidsrechter: Adolf Mathias (AUT) |

|                                                                          |                                                                                 |       |                   |                                                                               |
| 29 augustus Vriendschappelijk № 541 «onderlinge duels» 19:30 uur (UTC+1) | Oostenrijk                                                                      | 3 – 1 | Hongarije         | Praterstadion, Wenen Toeschouwers: 50.000 Scheidsrechter: Abraham Klein (ISR) |
| 29 augustus Vriendschappelijk № 541 «onderlinge duels» 19:30 uur (UTC+1) | Herbert Prohaska 17' (pen.) Herbert Prohaska 58' (pen.) Gerhard Steinkogler 76' |       | 74' László Fekete | Praterstadion, Wenen Toeschouwers: 50.000 Scheidsrechter: Abraham Klein (ISR) |

|                                                                        |                                                      |       |                    |                                                                                       |
| 17 oktober EK 1980 kwalificatie № 542 «onderlinge duels» 14:00 (UTC+1) | Hongarije                                            | 3 – 1 | Finland            | Nagyerdei-stadion, Debrecen Toeschouwers: 18.000 Scheidsrechter: Charles Corver (NED) |
| 17 oktober EK 1980 kwalificatie № 542 «onderlinge duels» 14:00 (UTC+1) | László Fekete 23' László Fekete 43' György Tatár 49' |       | 47' Miikka Toivola | Nagyerdei-stadion, Debrecen Toeschouwers: 18.000 Scheidsrechter: Charles Corver (NED) |

|                                                                         |           |                                   |                  |                                                                               |
| 26 oktober Vriendschappelijk № 543 «onderlinge duels» 17:30 uur (UTC+1) | Hongarije | 0 – 2                             | Verenigde Staten | Népstadion, Boedapest Toeschouwers: 5.000 Scheidsrechter: Heinz Fahnler (AUT) |
| 26 oktober Vriendschappelijk № 543 «onderlinge duels» 17:30 uur (UTC+1) |           | Angelo Di Bernardo Louis Nanchoff |                  | Népstadion, Boedapest Toeschouwers: 5.000 Scheidsrechter: Heinz Fahnler (AUT) |

CONMEBOL: Colombia · Ecuador

UEFA: Albanië · België · Bulgarije · Cyprus · Denemarken · West-Duitsland · Duitse Democratische Republiek · Engeland · Finland · Frankrijk · Griekenland · Hongarije · IJsland · Ierland · Italië · Joegoslavië · Luxemburg · Malta · Nederland · Noord-Ierland · Noorwegen · Oostenrijk · Polen · Portugal · Roemenië · Schotland ·  Sovjet-Unie ·  Spanje · Tsjecho-Slowakije · Turkije · Wales ·  Zweden · Zwitserland

CAF: Madagaskar AFC: Israël

MLSZ · A-internationals · Selecties · Bondscoaches · Hongaars vrouwenelftal · Olympisch elftal · Hongarije U21 · Hongarije U20 · Hongarije U19 · Hongarije U18 · Hongarije U17 · Hongarije U16
1902 – 1919 · 
1920 – 1929 · 
1930 – 1939 · 
1940 – 1949 · 
1950 – 1959 · 
1960 – 1969 · 
1970 – 1979 · 
1980 – 1989 · 
1990 – 1999 · 
2000 – 2009 · 
2010 – 2019 ·
2020 − 2029
EK's:
1964 · 
1972 · 
2016 ·
2020 ·
2024
WK's:
1934 · 
1938 · 
1954 · 
1958 · 
1962 · 
1966 · 
1978 · 
1982 · 
1986
OS:
1912 · 
1924 · 
1936 · 
1952 · 
1960 · 
1964 · 
1968 · 
1972 · 
1996
1902 · 
1903 · 
1904 · 
1905 · 
1906 · 
1907 · 
1908 · 
1909 · 
1910 · 
1911 · 
1912 · 
1913 · 
1914 · 
1915 · 
1916 · 
1917 · 
1918 · 
1919 · 
1920 · 
1921 · 
1922 · 
1923 · 
1924 · 
1925 · 
1926 · 
1927 · 
1928 · 
1929 · 
1930 · 
1931 · 
1932 · 
1933 · 
1934 · 
1935 · 
1936 · 
1937 · 
1938 · 
1939 · 
1940 · 
1941 · 
1942 · 
1943 · 
1944 · 
1945 · 
1946 · 
1947 · 
1948 · 
1949 · 
1950 · 
1952 · 
1952 · 
1953 · 
1954 · 
1955 · 
1956 · 
1957 · 
1958 · 
1959 · 
1960 · 
1961 · 
1962 · 
1963 · 
1964 · 
1965 · 
1966 · 
1967 · 
1968 · 
1969 · 
1970 · 
1971 · 
1972 · 
1973 · 
1974 · 
1975 · 
1976 · 
1977 · 
1978 · 
1979 · 
1980 · 
1981 · 
1982 · 
1983 · 
1984 · 
1985 · 
1986 · 
1987 · 
1988 · 
1989 · 
1990 · 
1991 · 
1992 · 
1993 · 
1994 · 
1995 · 
1996 · 
1997 · 
1998 · 
1999 · 
2000 · 
2001 · 
2002 · 
2003 · 
2004 · 
2005 · 
2006 · 
2007 · 
2008 · 
2009 · 
2010 · 
2011 · 
2012 · 
2013 · 
2014 · 
2015 ·
2016 ·
2017 ·
2018 ·
2019 ·
2020 ·
2021 ·
2022 ·
2023 ·
2024
Albanië ·
Algerije ·
Andorra · 
Antigua en Barbuda ·
Argentinië ·
Armenië ·
Australië ·
Azerbeidzjan ·
België ·
Bohemen ·
Bolivia ·
Bosnië en Herzegovina ·
Brazilië ·
Bulgarije ·
Canada ·
Chili ·
China ·
Colombia ·
Costa Rica ·
Cyprus ·
Denemarken ·
DDR ·
Duitsland ·
Egypte ·
El Salvador ·
Engeland ·
Estland ·
Faeröer ·
Finland ·
Frankrijk ·
Georgië ·
Griekenland ·
Ierland ·
IJsland ·
India ·
Iran ·
Israël ·
Italië ·
Ivoorkust ·
Japan ·
Joegoslavië ·
Jordanië ·
Kazachstan · 
Koeweit ·
Kosovo · 
Kroatië ·
Letland ·
Libanon ·
Liechtenstein ·
Litouwen ·
Luxemburg ·
Malta ·
Mexico ·
Moldavië ·
Montenegro ·
Nederland ·
Nederlands-Indië ·
Nieuw-Zeeland ·
Noord-Ierland ·
Noord-Macedonië ·
Noorwegen ·
Oekraïne ·
Oostenrijk ·
Paraguay ·
Peru ·
Polen ·
Portugal ·
Qatar ·
Roemenië ·
Rusland ·
San Marino ·
Saoedi-Arabië ·
Schotland ·
Servië ·
Slovenië ·
Slowakije ·
Sovjet-Unie ·
Spanje ·
Tsjechië ·
Tsjecho-Slowakije ·
Turkije ·
Uruguay ·
Verenigde Arabische Emiraten ·
Verenigde Staten ·
Verenigd Koninkrijk ·
Wales ·
Wit-Rusland ·
Zuid-Korea ·
Zweden ·
Zwitserland
Brazilië (1954) · 
Duitsland (2021) ·
Frankrijk (2021) · 
IJsland (2016) · 
Italië (1938) · 
Oostenrijk (2016) · 
Portugal (2021) · 
West-Duitsland (1954, 2)